# Oskar Poppe

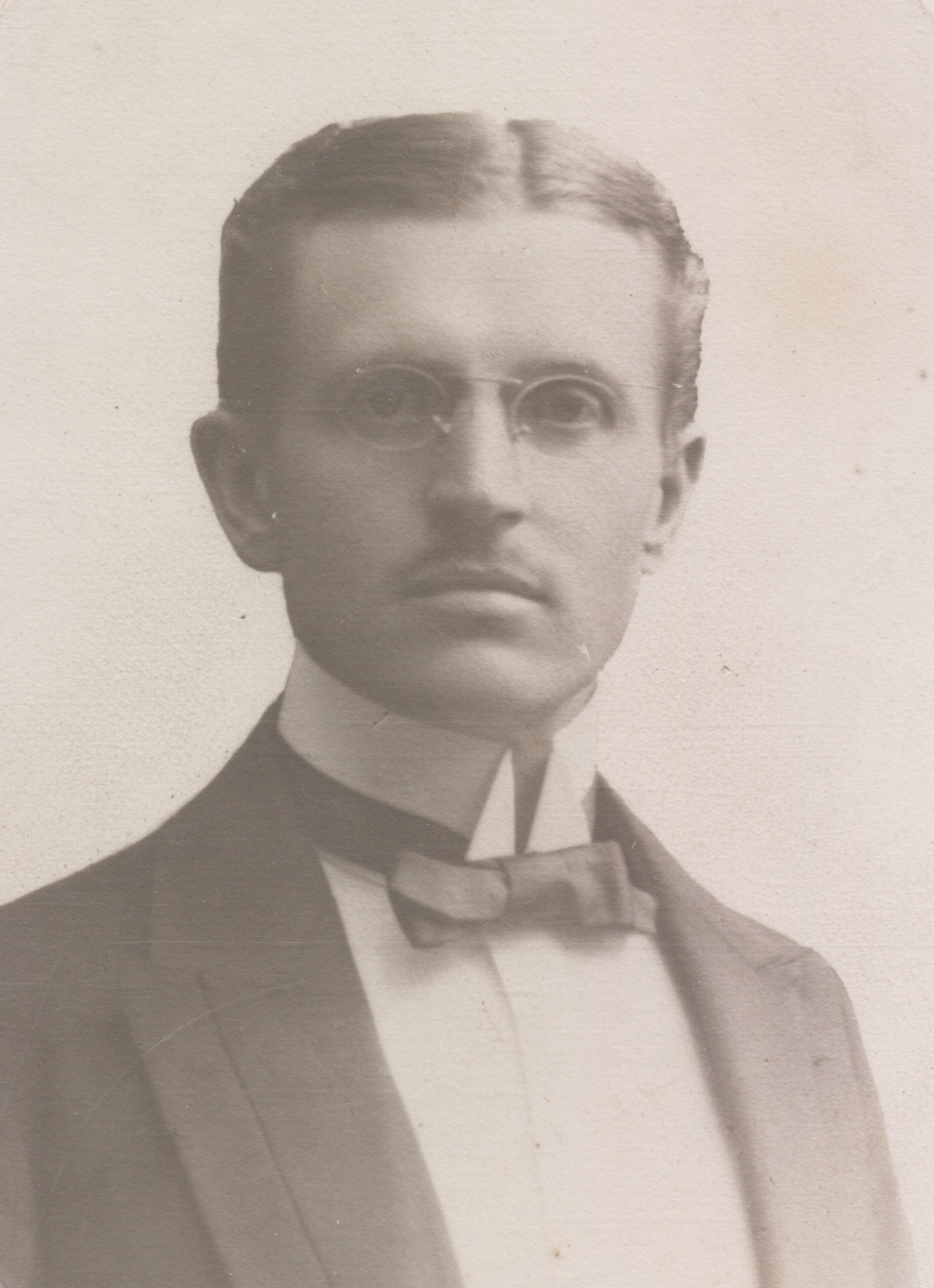
Oskar Poppe 1910

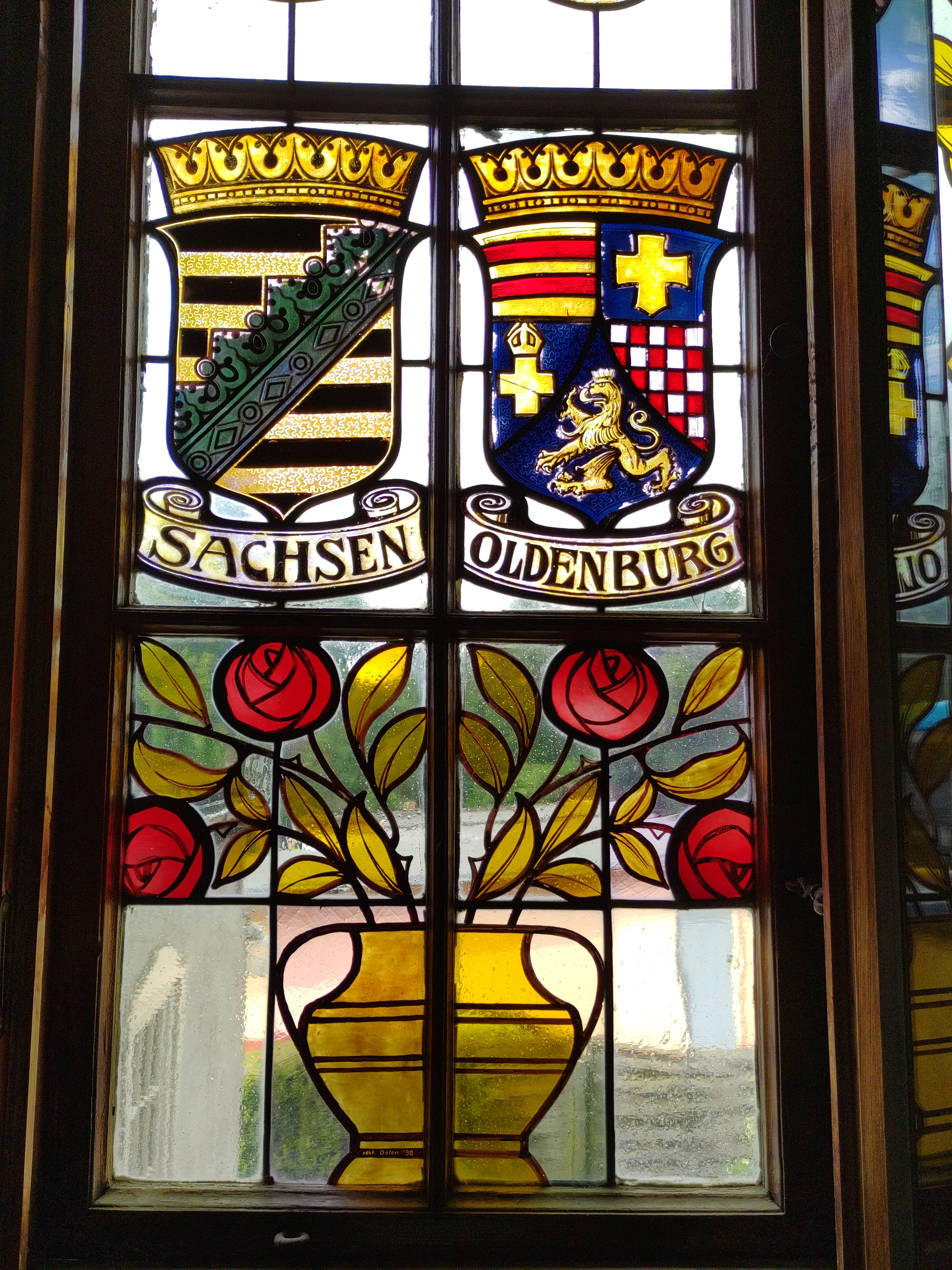
Bleiglasfenster im ehemaligen Ferienhaus von Oskar und Carla Poppe in Zippendorf.

Emil Oskar Poppe (* 9. Juli 1866 in Leipzig; † 8. August 1918 in Berlin-Neukölln) war ein deutscher Chemiker und Manager, der als Generaldirektor die Deutsche Linoleum- und Wachstuch-Compagnie AG leitete.

## Leben
Geboren als Sohn von Hermann Oskar Poppe und seiner Frau Ida Poppe geborene Schumann, verbrachte er seine Jugend in Berlin, wo sein Vater 1868 zusammen mit Hermann Wirth ein Groß- und Einzelhandelsgeschäft für Raumausstattungs-Material unter der Firma Poppe & Wirth gründete, zunächst als offene Handelsgesellschaft, später als Kommanditgesellschaft, ab 1910 als Aktiengesellschaft. Nach dem Abitur studierte Oskar Poppe Chemie und Physik in München, an der Universität Leipzig und zuletzt an der Friedrich-Wilhelms-Universität Berlin, wo er 1890 zum Dr. phil. promoviert wurde.
Nach einer praktischen Tätigkeit in Preston (Lancashire, Großbritannien) in den dortigen Linoleumwerken übernahm er 1894 als Direktor die Leitung der zweiten deutschen Linoleumfabrik, der Deutsche Linoleum- und Wachstuch-Compagnie AG in Rixdorf bei Berlin – einer Tochtergründung der Firma Poppe & Wirth mit britischen Partnerfirmen, deren zügigen Ausbau er in den folgenden Jahren vorantrieb. Nach dem Tod des Vaters 1898 war er Vorstandsmitglied des väterlichen Unternehmens und Generaldirektor der Linoleumfabrik. 
Sein Hauptaufgabenfeld war die Entwicklung des Inlaid-Linoleums, dessen farbige Muster nicht nur aufgedruckt waren, sondern durch die vollständige Färbung der Linoleummasse erreicht wurden und so einer Abnutzung der Oberfläche standhielten. Das um die Jahrhundertwende gemeinsam mit dem böhmischen Erfinder Karl Klič entwickelte Verfahren war mehrfach durch Patente geschützt. Das unter der Handelsmarke Rixdorfer Linoleum vor allem durch die Firma Poppe & Wirth vertriebene Produkt wurden auf der Pariser Weltausstellung 1900 ausgezeichnet.
Nach Unstimmigkeiten mit dem Aufsichtsrat über den weiteren Weg des Unternehmens schied er 1909 vorübergehend aus, kehrte jedoch nach zwei Jahren wieder auf seinen alten Posten als Generaldirektor zurück. Im Ersten Weltkrieg fielen die engen geschäftlichen Bindungen nach Großbritannien weg, in der Folge wurde das Unternehmen 1915 in Deutsche Linoleum-Werke Rixdorf AG umbenannt. Die Nachfrage nach Linoleum sank jedoch infolge des Krieges stark und die Produktion musste auf kriegswichtige Güter wie Wachstuch für Helmbezüge und Schutzmaskenbehälter umgestellt werden.
1893 heiratete Oskar Poppe in Hamburg die aus Oldenburg stammende Carla Buschick, drei Söhne und drei Töchter wurden in den folgenden Jahren in Berlin geboren. Die Familie erwarb um die Jahrhundertwende ein Landhaus in Zippendorf bei Schwerin. Der Marineflieger Hans Albrecht Wedel war sein Neffe. 
Neben seiner beruflichen Tätigkeit widmete Poppe sich als ehrenamtlicher Stadtrat von Rixdorf (später Neukölln) dem Ausbau der kommunalen Gaswerke und der Straßenbeleuchtung. Er engagierte sich auch im Bund der Industriellen (BDI), wo er ab 1895 Vorstandsmitglied und 1896–1898 Schriftführer war.
Seine große Passion war der Segelsport, dem er nahezu seine gesamte Freizeit widmete; so war er seit 1905 auch Mitglied im Kaiserlichen Yacht Club (KYC, heute Kieler Yacht-Club) und nahm mit seiner Segelyacht „Windekind“ regelmäßig an der Kieler Woche teil.
Oskar Poppe starb 1918 nach schwerer Krankheit in Rixdorf und wurde in der Nähe seines Mecklenburger Landhauses auf dem Friedhof der Dorfkirche Consrade beerdigt. Der Grabstein ist noch vorhanden.
Die Linoleumproduktion wurde nach 1918 in Delmenhorst und Bietigheim unter dem Dach des Unternehmens Deutsche Linoleum-Werke (DLW) weitergeführt. Das Fabrikgelände in Neukölln, an der Lahnstraße westlich der Einmündung des Mittelbuschswegs, wurde später unter anderen von der Firma Gaubschat Fahrzeugwerke und von der Stadt Berlin als Sitz der Volkshochschule Neukölln genutzt; Reste der Fabrikgebäude sind bis heute erhalten.
| Personendaten    | Personendaten                            |
| ---------------- | ---------------------------------------- |
| NAME             | Poppe, Oskar                             |
| ALTERNATIVNAMEN  | Poppe, Emil Oskar (vollständiger Name)   |
| KURZBESCHREIBUNG | deutscher Chemiker und Industrie-Manager |
| GEBURTSDATUM     | 9. Juli 1866                             |
| GEBURTSORT       | Leipzig                                  |
| STERBEDATUM      | 8. August 1918                           |
| STERBEORT        | Berlin-Neukölln                          |